# جيمس إي. روبرتس
جيمس إي. روبرتس (بالإنجليزية: James E. Roberts)‏ هو مهندس كندي، ولد في 30 نوفمبر 1930، وتوفي في 6 يوليو 2006.